# Саймън Бекет
Саймън Бекет (на английски: Simon Beckett) е британски писател на бестселъри в жанра трилър.

## Биография и творчество
Саймън Бекет е роден на 20 април 1960 г. в Шефилд, Англия.
Макар и с предпочитания към биологията и химията, завършва университета „Халам“ в Шефилд с бакалавърска степен по английски език и литература, а след това магистърска степен в Университета в Нюкасъл. След дипломирането си работи няколко години като работник по поддръжка на жилища, а след това работи за кратко време като учител в Испания. Завръща се във Великобритания и участва като музикант на ударни инструменти в няколко групи.
През 1992 г. става журналист и почва да пише за различни големи вестници и списания като „Таймс“, „Индипендънт“, „Дейли Телеграф“, и „Обзървър“. Започва за мисли за писателска кариера още като учител в Испания и едновременно с работата си се насочва към писане на криминална литература. След 6 години работа, първият му трилър „Опасни пътища“ е издаден през 1994 г. и е приет много добре от читателите и критиката.
През 2002 г. е изпратен от „Дейли Телеграф“ в Антропологическия изследователски център, известен още като „Ферма за трупове“ (Body Farm), в Тенеси, САЩ, за да напише статия за обучаващите се там служители от полицията. Впечатляващите истории и факти, и практическите занимания, които вижда, му дават идеята за специфичен хорър криминален роман с главен герой английския антрополог, доктора по съдебна медицина Дейвид Хънтър.
Първата книга „Убийства в Манхам“ от поредицата „Д-р Дейвид Хънтър“ излиза през 2006 г. Героят му се опитва да забрави своето минало и се преселва да живее в малкото селце Манхам в Норфолк, Англия, но там отново се среща със зловещите проявления на смъртта. Той се оказва точният специалист, който може да помогне на местните жители със своите изключителни познания за мъртвите и да разреши криминалната загадка.
Произведенията на писателя, особено от серията „Д-р Дейвид Хънтър“, са бестселъри. Те са преведени на почти 30 езика в над 7 милиона екземпляра по целия свят.
През 2000 г. по романа му „Where There's Smoke“ е екранизиран едноименния филм с участието на Зара Търнър и Ник Рединг.
Саймън Бекет живее със семейството си в Шефилд, Англия.

## Произведения

### Самостоятелни романи
- Fine Lines (1994) – награда „Рут Хейдън Мемориъл“ за най-добър пръв криминален роман
Опасни пътища, изд. „Албор“ (1995), прев. Станислава Миланова
- Animals (1995) – награда „Марлоу“ за най-добър криминален роман
- Where There's Smoke (1997)
- Owning Jacob (1998)
- Stone Bruises (2014)
Кървави белези, изд.: „Софтпрес“, София (2014), прев. Милена Радева

### Серия „Доктор Дейвид Хънтър“ (Dr David Hunter)
1. The Chemistry of Death (2006)
Убийства в Манхам, изд.: „Софтпрес“, София (2010), прев. Милена Радева
2. Written in Bone (2007)
Огнената диря, изд.: „Софтпрес“, София (2010), прев. Маргарита Терзиева
3. Whispers of the Dead (2009)
Шепотът на мъртвите, изд.: „Софтпрес“, София (2012), прев. Милена Радева
4. The Calling of the Grave (2010)
Гробовни тайни, изд.: „Софтпрес“, София (2013), прев. Яна Маркова
5. The Restless Dead (2017)
Мъртви води, изд.: „Софтпрес“, София (2018), прев. Елена Павлова
6. The Scent of Death (2019)
Мирис на смърт, изд.: „Софтпрес“, София (2020), прев. Марин Загорчев

### Серия „Джона Коли“ (Jonah Colley)
1. The Lost (2021)

### Екранизации
- 2000 Where There's Smoke – ТВ филм по романа